# Ustavni sud Mađarske
Ustavni sud Mađarske (mađarski: Magyarország Alkotmánybírósága) je posebni sud u Mađarskoj, koji vrši sudsku reviziju akata Parlamenta Mađarske. Sjedište Ustavnog suda je u Budimpešti. Do 2012. godine sjedište je bilo Esztergom.
Ustavni sud Mađarske sastoji se od 15 sudaca od 1. rujna 2011. (ranije je Sud bio sastavljen od 11 sudaca). Članovi potom biraju predsjednika Suda iz redova svojih članova tajnim glasovanjem. Jedan ili dva potpredsjednika, koje imenuje predsjednik Suda, zastupaju predsjednika u slučaju njegove odsutnosti iz bilo kojeg razloga. Ustavni sud donosi ustavnost zakona i nema pravo žalbe na te odluke. 
Služi kao glavno tijelo za zaštitu Ustava; njegove zadaće su ocjenjivanje ustavnosti statuta, te zaštita ustavnog poretka i temeljnih prava zajamčenih Ustavom. Svoje zadatke mora obavljati neovisno. Budući da ima vlastiti proračun i suce koje bira Parlament Mađarske, ne čini dio redovnog pravosudnoga sustava.